# War of Love
War of Love  (рус. Война любви) — дебютный студийный альбом финской глэм-рок-группы Negative, вышедший в 2003 году. Первый сингл с альбома «The Moment of Our Love» (Момент нашей любви) принёс группе известность не только в Финляндии, но и за её пределами. Позднее, для раскрутки в Германии, был переснят клип на эту песню. В финской десятке лучших альбом продержался 22 недели. Также альбом получил золотой статус.

## Список композиций
1. «Lost Soul» – 04:07
2. «Naive» – 03:30
3. «After All» – 03:32
4. «Misery» – 02:45
5. «The Moment of Our Love» – 03:48
6. «Inspiration» – 03:07
7. «1000 Nails in My Heart» – 03:55
8. «Bleeding» – 03:02
9. «Goodbye» – 03:37
10. «Last Hero» – 04:08
11. «Still Alive» – 05:09

- + «The Moment of Our Love» (видеоклип)

Бонус-треки на лимитированном издании
1. «Loving You»
2. «Childhood Memories»
3. «Bleeding» (acoustic)

- Extra video materials

## Участники записи
1. Йонне Аарон — вокал
2. Сэр Кристус — гитара
3. Ларри Лав — гитара
4. Анти Анатоми — бас
5. Джей Слэммер — ударные